# CM NOW
CM NOW（シーエムナウ）は、玄光社が発行していたCM情報誌。2023年2月9日発売のvol.221（2023年3-4月号）をもって休刊した。ウェブ版は継続する。

## 概要
1982年3月31日に広告業界向け月刊専門誌「コマーシャル・フォト」の別冊、一般向けとして創刊。CMの資料として抜群の価値を誇り、CM業界を目指す者にとっても教科書的な存在となっている。表紙は必ず女性アイドルもしくは女優などを起用している。紙面もアイドルや若手女優のCMを多く取り上げている。そのため、グラビアとしての価値もある。
内容としては、そのとき話題のCMや最新のCMを紹介し、そのCMの出演者やロケ地などの詳細が掲載されている。また、定期的に海外のCMや懐かしいCMなども取り上げている。この他、女性CM出演者による連載や男性出演者の特集、読者の意見を踏まえたコーナーがあるなど、内容のバリエーションは多彩である。初期の号ではCM録画の方法やテレビ画面をカメラで撮影する方法などマニアック向けなものも掲載されていた。
毎号掲載されている番組提供スポンサーリストは、どのCMがどの時間帯に放送されるのかが掲載されているので、話題のCMやお目当てのCMを録画する場合の参考として便利といえる。なお、リストは時間帯だけでなく、系列局毎、曜日毎に分けられている。そのため、各局とスポンサーの関係、テレビ業界の分析などに用いることも可能。（1986年の12号～2015年の176号）
創刊号は1982年に1回のみ発行され、その後2号から5号まで春と秋の年2回発行とされていたが、6号から年4回の季刊となり、さらに37号からは隔月刊で発行されている。発売日は隔月10日とほぼ固定されている。ただし、10日が休日の場合は前後することがある。
毎年、2月10日の発売号には読書投票によるCM大賞の各部門が独自に発表される。発表されるのは、CMランキングベスト100、女性タレント、男性タレント、新人タレントのベスト10である。なお、CMランキングベスト100は100位以降も発表される。新人タレントは前年の発表時に選出されていても選出される。ACジャパンのCMを時々取り上げており、学生が製作した作品も比較的数多く紹介している。
2000年代以前は、女性タレントのプロフィールには生年月日、血液型、生まれ地、所属事務所のほか、スリーサイズもほとんどの女性タレントで掲載されていたが、2000年代以降は、スリーサイズの掲載は少なくなった。
2011年10月6日にmixiにてmixiページを開設。
2014年10月10日発売の171号からCM NOWのロゴが創刊から32年で初めての変更が行われた。それと同時に、本のサイズもB5からA4へと大判化され、番組提供スポンサーリストも含め全ページがカラー化となった。そのため定価は1000円（税別）に引き上げられている。
2015年の176号をもって「番組提供スポンサーリスト」を終了。理由としてインターネットやスマートフォンの普及により見たいCMをすぐに見られる環境になり、役割を終えたと判断した為。

## コーナー
- ポスタープレゼント
- 女の子CMダ～イスキ!!（最新CMに出演している女性タレントのプロフィールが掲載される）
- CM映像には映らない舞台裏
- 最新CMニュース50本
- CM業界の人になりたい!!シリーズ
- 海外CMロードショー
- HIT SOUND COMMERCIAL
- 番組提供スポンサーリスト
- 年度末に発売される号は読者が選ぶCM大賞が発表される。

## バックナンバー
バックナンバーについては、比較的最近の号についてのみ、全国の主な書店にて部数限定ながら購入が可能である。127号以前の号は絶版になっており入手は困難。